# XXIII Cumbre Iberoamericana
La XXIII Cumbre Iberoamericana de jefes de Estado y de Gobierno se llevó a cabo en la ciudad de Panamá, Panamá, el 18 y 19 de octubre de 2013 bajo el lema “El papel político, económico, social y cultural de la Comunidad Iberoamericana en el nuevo contexto mundial”.
El anuncio se hizo en el Palacio de la Garzas (sede del gobierno de Panamá), por el Secretario General Iberoamericano, Enrique Iglesias, quién le confirmó al Presidente de la República de Panamá, Ricardo Martinelli, que la candidatura panameña había sido la elegida. Esta es la segunda ocasión que la ciudad de Panamá acoge este evento, anteriormente lo organizó en el año 2000, durante el mandato de la presidenta Mireya Moscoso.
El evento se llevó a cabo en el Hotel Playa Blanca, en la zona balnearia de Veracruz a las afueras de la ciudad de Panamá.
En esta cumbre se acordó el cambio de periodicidad de celebración de la cumbre
Esta fue la primera ocasión desde 1991, inicio de la celebración de las Cumbres Iberoamericanas, en que no asistió el Rey de España Juan Carlos I, que era el único mandatario que había acudido ininterrumpidametne a todas las cumbres desde el inicio de estas. Este hecho se debió a la recomendación médica, tras una operación de cadera. Aun así, se dirigió a los demás mandatarios, al inicio la reunión, mediante un parlamento previamente grabado en video.
También esta cumbre tuvo la menor asistencia de jefes de Estado y Gobierno en la historia de las cumbres iberoamericanas (12 ausencias), con la notable ausencia de todos los líderes de la izquierda, en especial de aquellos que conforman la Alianza Bolivariana para los Pueblos de Nuestra América (ALBA).

## Asistentes
| Miembros de la Cumbre Iberoamericana de Jefes de Estado (JE) y de Gobierno (JG) País anfitrión y líder están indicados en negrita. | Miembros de la Cumbre Iberoamericana de Jefes de Estado (JE) y de Gobierno (JG) País anfitrión y líder están indicados en negrita. | Miembros de la Cumbre Iberoamericana de Jefes de Estado (JE) y de Gobierno (JG) País anfitrión y líder están indicados en negrita. | Miembros de la Cumbre Iberoamericana de Jefes de Estado (JE) y de Gobierno (JG) País anfitrión y líder están indicados en negrita. | Miembros de la Cumbre Iberoamericana de Jefes de Estado (JE) y de Gobierno (JG) País anfitrión y líder están indicados en negrita. | Miembros de la Cumbre Iberoamericana de Jefes de Estado (JE) y de Gobierno (JG) País anfitrión y líder están indicados en negrita. |
| Miembro | Miembro | Representado por | Representado por | Título | Referencias |
| --- | --- | --- | --- | --- | --- |
| Bandera de Andorra | Andorra | Antoni Martí Petit | | (JG) Jefe del Gobierno | |
| Bandera de Argentina | Argentina | Julián Andrés Domínguez | | Presidente de la Cámara de Diputados                                                                                               | |
| Bandera de Bolivia | Bolivia | ¿? | | ¿? | |
| Bandera de Brasil | Brasil | ¿? | | ¿? | |
| Bandera de Chile | Chile | Alfredo Moreno Charme | | Ministro de Relaciones Exteriores                                                                                                  | |
| Bandera de Colombia | Colombia | Juan Manuel Santos Calderón | | (JEG) Presidente | |
| Bandera de Costa Rica | Costa Rica | Laura Chinchilla Miranda | | (JEG) Presidente | |
| Bandera de Cuba | Cuba | ¿? | | ¿? | |
| Bandera de Ecuador | Ecuador | Mauricio Montalvo | | Subsecretario de Organismos Internacionales Subregionales                                                                          | |
| Bandera de El Salvador | El Salvador | Mauricio Funes | | (JEG) Presidente | |
| Bandera de España | España | Mariano Rajoy Brey | | (JG) Presidente | |
| Bandera de Guatemala | Guatemala | Fernando Carrera | | Ministro de Relaciones Exteriores                                                                                                  | |
| Bandera de Honduras | Honduras | Porfirio Lobo Sosa | | (JEG) Presidente | |
| Bandera de México | México | Enrique Peña Nieto | | (JEG) Presidente | |
| Bandera de Nicaragua | Nicaragua | Samuel Santos López | | Ministro de Relaciones Exteriores                                                                                                  | |
| Bandera de Panamá | Panamá | Ricardo Alberto Martinelli Berrocal                                                                                                | | (JEG) Presidente | |
| Bandera de Paraguay | Paraguay | Horacio Manuel Cartes Jara | | (JEG) Presidente | |
| Bandera de Perú | Perú | ¿? | | ¿? | |
| Bandera de Portugal | Portugal | Aníbal Antonio Cavaco Silva | | (JE) Presidente | |
| Bandera de Portugal | Portugal | Pedro Passos Coelho | | (JG) primer ministro | |
| Bandera de la República Dominicana                                                                                                 | República Dominicana | Danilo Medina | | (JEG) Presidente | |
| Bandera de Uruguay | Uruguay | Luis Leonardo Almagro Lemes | | Ministro de Relaciones Exteriores                                                                                                  | |
| Bandera de Venezuela | Venezuela | ¿? | | ¿? | |